# Megan Park
Pour les articles homonymes, voir Park.
Megan Marie Park est une actrice canadienne, née le 24 juillet 1986 à Lindsay (Ontario). Elle est surtout connue pour avoir joué le rôle de Grace Bowan dans La Vie secrète d'une ado ordinaire. Dans les années 2020, elle est aussi réalisatrice.

## Biographie
Elle a commencé sa carrière d'actrice dès l'âge de 6 ans mais son premier grand rôle a été celui de Whitney Drummond dans Charlie Bartlett. En 2008, elle décroche le rôle de Grace Bowan dans La Vie secrète d'une ado ordinaire sur ABC Family (une grande chaîne du câble américaine).
Megan a également un groupe de musique du nom de Frank and Derol, avec la demi-sœur de la pop star Miley Cyrus, Brandi Cyrus. En 2011, elle a tourné Mademoiselle Détective, un film d'action avec Miley Cyrus et Kelly Osbourne, et dans Comme Cendrillon : Il était une chanson avec comme covedette Lucy Hale, la star de Pretty Little Liars. Ce film est la suite de Another Cindrella Story 1 (avec Hilary Duff et Chad Michael Murray) et 2 (avec Selena Gomez et Drew Seeley). Lors de ce tournage, elle s'est liée d'amitié avec Lucy Hale. Megan est la meilleure amie de Shailene Woodley, elles se sont rencontrées sur le tournage de la série La vie secrète d'une ado ordinaire.[réf. nécessaire]
Dans les années 2020, elle réalise un premier long métrage, remarqué et diffusé en 2021, The Fallout, puis un second, Mon futur moi, présenté en janvier 2024 au festival du film de Sundance puis sorti aux États-Unis et au Canada en septembre 2024, et diffusé par Prime Video.

## Vie privée
Depuis juillet 2006, Megan est en couple avec l'acteur et chanteur américain Tyler Hilton. Ils se sont fiancés en fin d'année 2013 et prévoyaient de se marier en Californie au printemps 2015. Ils se sont mariés le 10 octobre 2015. Le 6 février 2020, elle annonce par son compte Instagram la naissance de leur premier enfant, une fille prénommée Winnie. Le 9 juillet 2024, elle annonce la naissance de son deuxième enfant, Bennett, né quelques jours plus tôt.

## Filmographie

### Au cinéma comme actrice
- 2004 : Some Things That Stay : Brenda Murphy
- 2007 : Kaw : Gretchen
- 2007 : Chronique des morts-vivants (Diary of the Dead) : Francine Shane
- 2008 : Charlie Bartlett : Whitney Drummond
- 2008 : The Butcher's Daughter : Sarah Beaumont
- 2011 : Guns, Girls and Gambling : Cindy
- 2011 : Comme Cendrillon : Il était une chanson (A Cinderella Story: Once Upon a Song) : Beverly 'Bev' Van Ravensway
- 2012 : Mademoiselle Détective (So Undercover) : Cotton
- 2013 : Et (beaucoup) plus si affinités : Dalia
- 2015 : Room : Laura

### Au cinéma comme réalisatrice
- 2021 : The Fallout
- 2024 : Mon futur moi (My Old Ass)

### Dans des séries télévisées comme actrice
- 2004 : Ace Lightning : Jessica Fisgus
- 2004 : Dark Oracle : Ainsley
- 2005 : The Blobheads : voix de Wendy
- 2006 : Angela's Eyes : Zoé
- 2007 : Derek : Amy
- 2008 - 2013 : La Vie secrète d'une ado ordinaire : Grace Bowman
- 2010 : Entourage : Une fille en interview
- 2011 : Happy Endings : Chloé
- 2012 : The Newsroom : Gwen Valley
- 2013 : The Neighors : Jane
- 2015 : Jane the Virgin, épisode  Luxe, calme et volupté : une thérapeute
- 2017 : Imposters : Gaby
- 2019 : Young Sheldon : Francine Walker

### Dans des téléfilms comme actrice
- 2003 : This Time Around (en) : Cara Cabot
- 2004 : À la dérive : Becca White
- 2006 : The Road to Christmas : Hilly Pullman
- 2007 : The Dark Room : Zoé
- 2010 : Une élève trop parfaite (The Perfect Teacher) : Devon
- 2015 : L’Emprise du gourou (Ungodly Acts) : Melissa
- 2015 : Les Rêves de Lindsay : Lindsay Corwin
- 2018 : À la maison pour Noël (Time for Me to Come Home for Christmas) : Cara Hill
- 2019 : Il était une fois un prince : Susanna
- 2019 : Un baiser pour Noël de Emily Moss Wilson : Maddie
- 2021 : Noël avec un prince : Dee Dee Paretti